# Phare de Tyrhaug
Le phare de Tyrhaug (en norvégien : Tyrhaug fyr)  est un phare côtier de la commune de Smøla, dans le Comté de Møre og Romsdal (Norvège). Il est géré par l'administration côtière norvégienne (en norvégien : Kystverket).
Le phare est classé patrimoine culturel par le Riksantikvaren.

## Histoire
Le phare a été érigé en 1833 sur l'îlot de Ringholmen, dans le fjord de Edøyfjorden (en), à l'est de l'île d'Edøya au large de la côte sud-est de l'île principale de Smøla. il a été automatisé en 1967.

## Description
Le phare  est une tour carrée de 16 mètres de haut, avec galerie et lanterne, attenante à une habitation de gardien. L'édifice est peint en blanc et la lanterne est rouge. Son feu à occultations émet, à une hauteur focale de 81 mètres, deux éclats (blanc, rouge et vert selon différents secteurs) toutes les .. secondes. Sa portée nominale est de 13.4 milles nautiques (environ 25 km) pour le feu blanc, 12 pour le feu rouge et 11 pour le feu vert.
Identifiant : ARLHS : NOR-257 ; NF-4034 - Amirauté : L1152 - NGA : 7020 .
|                      |
| Le phare (1890-1900) |

|                       |
| Le phare (Ringholmen) |

### Lien connexe
- Liste des phares de Norvège